# Johann Bauhin
Johann Bauhin (Basileia, 12 de dezembro de 1541 - Montbéliard, 26 de outubro de 1612), também grafado Jean Bauhin, foi um médico e naturalista suíço, autor da obra Historia plantarum universalis: nova, et absolutissima, cum consensu et dissensu circa eas, um dos mais ambiciosos trabalhos de botânica de todos os tempos. Era irmão do médico e botânico Gaspard Bauhin. Foi autor de uma vasta enciclopédia botânica.

## Biografia
Era filho de um médico, que foi obrigado a abandonar a França por ter adotado a  religião protestante. Estudou botânica na Universidade de Tübingen  sob orientação de Leonhart Fuchs e na Universidade de Zurique sob a tutela de Conrad Gessner. Bauhin frequentou os cursos de Ulisse Aldrovandi em Bolonha  e os de  Guillaume Rondelet em Montpellier. De passagem por  Lyon, ele encontra  Jacques Daléchamps  que o ajuda nas suas pesquisas botânicas. Para escapar das perseguições religiosas volta novamente para a Suíça. 
Jean Bauhin acompanha Conrad Gessner em seus trabalhos na Suíça, antes de se instalar em Basileia e exercer a medicina  Torna-se professor de retórica em 1566. 
Em 1570 é chamado à corte do duque de Württemberg, Montbéliard tornando-se médico residente até à sua morte. Assume a direção do jardim botânico, o terceiro da Europa por antiguidade, que enriquece com plantas exóticas e de flores estrangeiras, além do cultivo e o desenvolvimento da batata. É lá que reúne os elementos de duas grandes obras que serão reconhecidas apenas após a sua morte.
Em 1591 publica Histoire notable de la rage des loups, advenue l'an MDXC, avec les remèdes pour empescher la rage qui survient après la morsure des loups, chiens et autres bestes enragées, em 1593, um Traité des animauls sans aisles, qui nuisent par leurs piqueures ou morsures, avec les remèdes. Em  1594, publica as suas correspondências com  Gessner.
Em 1601, com dois colegas, publicou "l'Histoire des merveilleux effets qu'une salubre fontaine, siruée au village de Lougres, a produits pour la guérison de plusieurs maladies en l'an 1601". 
Em 1619 publica Historiæ plantarum generalis novæ et absolutæ Prodomus , porém sua obra principal é  l'Historia plantarum universalis, uma compilação de tudo o que era conhecido sobre botânica em seu tempo, publicada  incompleta em  1650-1651 ,  Yverdon-les-Bains (3 volumes ). Sua Historiæ  descreve mais de 5000 plantas contendo mais de 3500 ilustrações.
Com seu irmão,  Gaspard,  publica  a curiosa obra  De plantis a divis sanctisque nomen habentibus   consagrado às plantas que levam nomes de santos.
Em homenagem aos irmãos Bauhin, o botânico francês Charles Plumier atribuiu o nome Bauhinia a um género da família das leguminosas. O nome foi confirmado por Lineu, entrando na atual nomenclatura científica sob a sua autoridade.

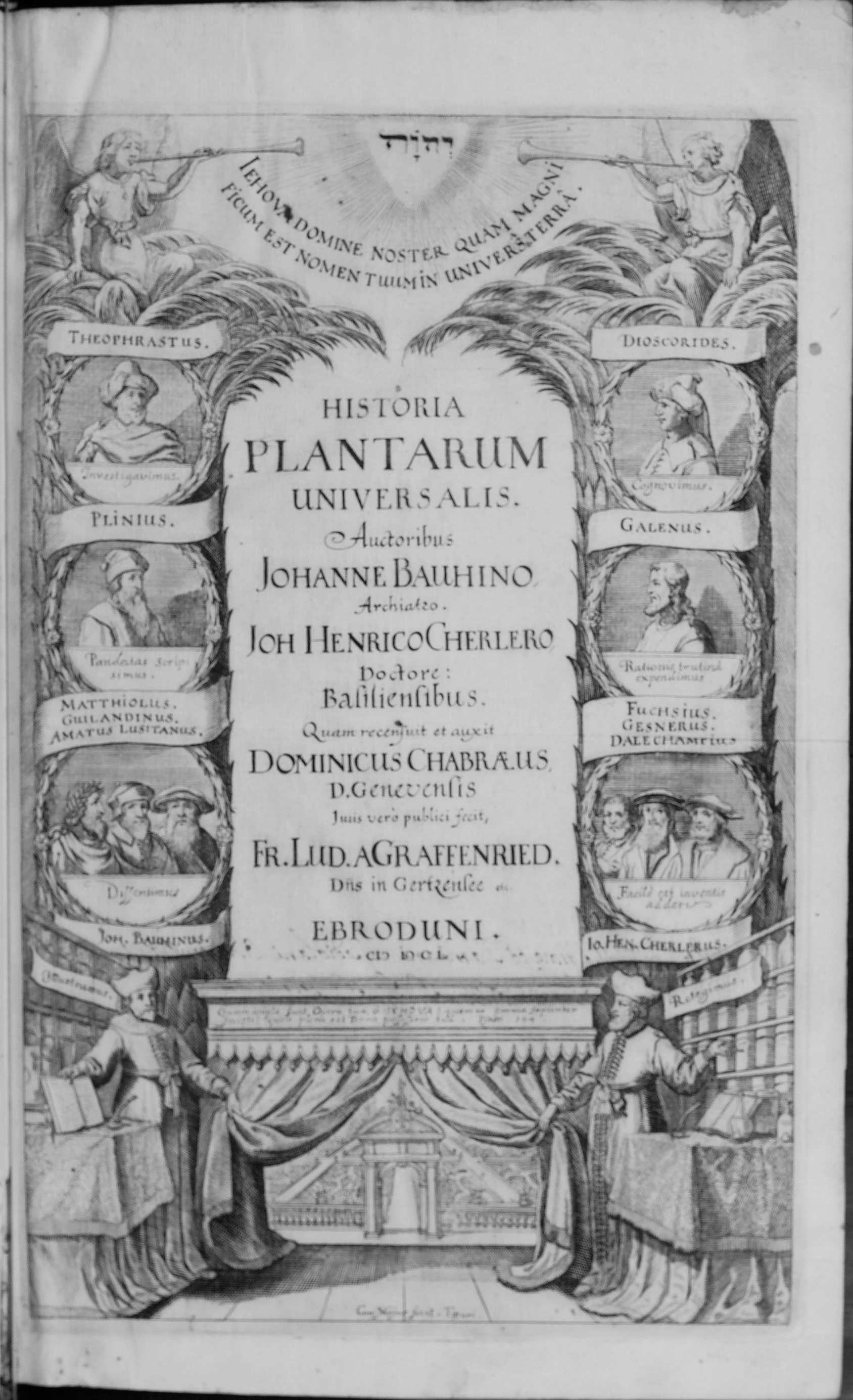
Historia plantarum universalis, 1650